# Smoleńska Państwowa Akademia Rolnicza
Smoleńska Państwowa Akademia Rolnicza (ros. Федеральное государственное образовательное учреждение высшего профессионального образования «Смоленская государственная сельскохозяйственная академия (ФГОУ ВПО "Смоленская ГСХА")») – rosyjska państwowa uczelnia wyższa typu akademickiego w Smoleńsku, kształcąca w dziedzinie nauk rolnych i gospodarstwa wiejskiego.
Już 2 października 1929 partyjne organy obwodowe wydały postanowienie o utworzeniu w Smoleńsku państwowej wyższej szkoły rolniczej - jednakże Instytut Zootechniczno-Weterynaryjny został otwarty dopiero w 1935. Otrzymał jako siedzibę specjalnie wybudowany w tym celu, na ulicy Oktiabrskiej, budynek (dzisiejszy rejon budynku pocztowego).
W czasie II wojny Instytut przerwał swoją działalność - został otwarty ponownie w 1952. Po czterech latach został przeniesiony do miejscowości Wielkie Łuki - tam studia kontynuowali przyszli zootechnicy, przyszli weterynarze zostali przeniesieni do Witebskiego Instytutu Weterynaryjnego. 
9 sierpnia 1974 Ministerstwo Rolnictwa ZSRR powołało w Smoleńsku filię Moskiewskiej Akademii Rolniczej im. K.A. Timiriazewa, która w grudniu 1990 uzyskała samodzielność jako instytut.
26 lipca 2006 instytut został przekształcony przez ministerstwo rolnictwa w Akademię Rolniczą.
Pierwsi absolwenci smoleńskiej placówki opuścili ją w 1980, od tej pory akademia wykształciła 5505 specjalistów w zakresie rolnictwa - z tego 1630 agronomów, 1505 zooinżynierów, 1680 ekonomistów - managerów, 1061 księgowych, 334 techników rolnictwa.